# 中崙 (屏東縣)
中崙，是台灣屏東縣里港鄉的一個傳統地域名稱，位於該鄉東部。相較於今日行政區，其範圍大致包括載興村北部、茄苳村東北端、三廍村東南端、土庫村南部東側凸出部分的西南部及東南端，以及高樹鄉的新南村西北部凸出部分的西北端。
本地區目前大部分為二重溪河道及河灘地。

## 歷史
台灣日治初期，中崙地區為一街庄，稱為「中崙庄」（舊制街庄），隸屬於港西上里。該庄昔日西北及北隔荖濃溪分流二重溪及沙洲與土庫庄為界，東邊及南邊隔荖濃溪另一分流分別與埔羗崙庄、武洛庄為界，西邊一小段與三張廍庄為鄰。
1901年（日治明治三十四年）11月11日，全台廢縣廳改設二十廳，該庄隸屬於阿猴廳。1904年（明治三十七年）4月15日，該庄編入「土庫區」，隸屬於阿猴廳。1905年（明治三十八年）4月1日，阿猴廳改稱「阿緱廳」。1909年（明治四十二年）10月25日，全台合併二十廳為十二廳，土庫區仍隸屬於阿緱廳。1920年（大正九年）10月1日，全台地方制度大改正，廢十二廳改設五州二廳，該庄改制為「中崙」大字，隸屬於高雄州屏東郡里港庄（新制街庄）。
戰後里港庄改制為里港鄉，隸屬於高雄縣，大字亦改制為村。1950年（民國39年）10月1日，高、屏分治，里港鄉改隸屬於屏東縣。

## 聚落
本地區發展較早的聚落為中崙、頭崙、馬六甲，在台灣清治末期的《鳳山縣采訪冊》上即有記載。另外，在日治初期的官方地圖上也有繪出並作標示，惟馬六甲標示為蔴六甲。
1927年（昭和二年）起，臺灣總督府整治下淡水溪並修築堤防，中崙地區各聚落位於新河道上，全村因而遷移至今里港鄉三廍村一帶。為了紀念失去的家園，當地居民取中崙之中、馬六甲之甲為新居地之名，即今里港鄉三廍村中萬甲。